# Har Ardon
Har Ardon (hebreiska: הר ארדון) är ett berg i Israel.   Det ligger i distriktet Södra distriktet, i den södra delen av landet. Toppen på Har Ardon är 680 meter över havet.
Terrängen runt Har Ardon är huvudsakligen kuperad, men åt sydväst är den platt. Runt Har Ardon är det ganska glesbefolkat, med 42 invånare per kvadratkilometer. Närmaste större samhälle är Mitzpe Ramon, 14,8 km väster om Har Ardon. Trakten runt Har Ardon är ofruktbar med lite eller ingen växtlighet.